# رونالد فوئنتس
رونالد فوئنتس (اسپانیایی: Ronald Fuentes‎؛ زادهٔ ۲۲ ژوئن ۱۹۶۹) یک بازیکن فوتبال اهل شیلی است.

## تیم ملی
وی همچنین در تیم ملی فوتبال شیلی بازی کرده‌است.